# Školjkaši
Školjkaši (Bivalvia, prije Pelecypoda, također Lamellibranchia) su razred mekušaca.
Svi školjkaši su vodeni organizmi. Jedna od poznatih je bezupka koja živi na dnu bara, rijeka, potoka i jezera. Tijelo bezupke smješteno je između dvije ljušture koje otvara i zatvara pomoću mišića zatvarača. Na ljušture je priljepljen plašt. Ljušture bezupke spojene su s leđne strane čvrstim bjelančevinastim nitima. Ako razmaknemo ljušture i plašt vidjet ćemo stopalo kojeg mišići uvlače i izvlače.
Većina školjkaša je razdvojenog spola i oplodnja je vanjska. Prijenos očinskog mtDNK-a kod školjkaša redovita je pojava, za razliku od ostalih živih bića. Većina školjkaša hrani se tako da filtriraju čestice hrane iz vode.
Razred Bivalvia
Nadred Cryptodonta
Podrazred Heterodonta
Red Myoida
Nadporodica Anomalodesmacea
Nadporodica Gastrochaenoidea
Porodica Gastrochaenidae
Nadporodica Hiatelloidea
Porodica Hiatellidae
Nadporodica Myoidea
Porodica Corbulidae
Porodica Erodonidae
Porodica Myidae
Porodica Spheniopsidae
Nadporodica Pholadoidea
Porodica Pholadidae
Porodica Teredinidae
Red Venerida
Nadporodica Arcticoidea
Porodica Arcticidae
Porodica Trapezidae
Nadporodica Astartoidea 
Porodica Astartidae
Porodica Cardiniidae
Nadporodica Cardioidea
Porodica Cardiidae
Nadporodica Carditoidea
Porodica Carditidae
Porodica Condylocardiidae
Nadporodica Chamoidea
Porodica Chamidae
Nadporodica Corbiculoidea
Porodica Corbiculidae
Porodica Pisidiidae (peaclams)
Nadporodica Crassatelloidea
Porodica Crassatellidae
Nadporodica Cyamioidea
Porodica Cyamiidae
Porodica Neoleptonidae
Porodica Sportellidae
Nadporodica Dreissenoidea
Porodica Dreissenidae
Nadporodica Galeommatoidea
Porodica Galeommatidae
Porodica Lasaeidae
Porodica Leptonidae
Nadporodica Glossoidea
Porodica Glossidae
Porodica Kelliellidae
Porodica Vesicomyidae
Nadporodica Lucinoidea
Porodica Cyrenoididae
Porodica Fimbriidae
Porodica Lucinidae
Porodica Mactromyidae
Porodica Thyasiridae
Porodica Ungulinidae
Nadporodica Mactroidea
Porodica Anatinellidae
Porodica Cardilidae
Porodica Mactridae
Porodica Mesodesmatidae
Nadporodica Solenoidea
Porodica Pharidae
Porodica Solenidae
Nadporodica Tellinoidea
Porodica Donacidae
Porodica Psammobiidae
Porodica Scrobiculariidae
Porodica Semelidae
Porodica Solecurtidae
Porodica Tellinidae
Podrazred Palaeoheterodonta
Red Trigonioida
Porodica Trigoniidae
Red Unionoida
Porodica Etheriidae
Porodica Margaritiferidae
Porodica Mutelidae
Porodica Unionidae (unionidi)
Red Pholadomyoida
Porodica Clavagellidae
Porodica Cleidothaeridae
Porodica Cuspidariidae
Porodica Laternulidae
Porodica Lyonsiidae
Porodica Myochamidae
Porodica Pandoridae
Porodica Periplomatidae
Porodica Pholadomyidae
Porodica Poromyidae
Porodica Thraciidae
Porodica Verticordiidae
Podrazred Protobranchia
Red Nuculoida
Porodica Lametilidae
Porodica Malletiidae
Porodica Neilonellidae
Porodica Nuculanidae
Porodica Nuculidae
Porodica Praenuculidae
Porodica Pristiglomidae
Porodica Siliculidae
Porodica Tindariidae
Porodica Yoldiidae
Red Solemyoida
Porodica Manzanellidae
Porodica Solemyidae
Podrazred Pteriomorphia
Red Arcoida
Porodica Arcidae
Porodica Cucullaeidae
Porodica Glycymerididae
Porodica Limopsidae
Porodica Noetiidae
Porodica Parallelodontidae
Porodica Philobryidae
Red Limoida
Porodica Limidae
Red Mytiloida
Porodica Mytilidae
Red Ostreida
Porodica Anomiidae
Porodica Dimyidae
Porodica Entoliidae
Porodica Gryphaeidae
Porodica Ostreidae
Porodica Pectinidae
Porodica Plicatulidae
Porodica Propeamussidae
Porodica Spondylidae
Porodica Syncyclonemidae
Red Pterioida
Porodica Isognomonidae
Porodica Malleidae
Porodica Pinnidae
Porodica Pteriidae
Porodica Pulvinitidae